# Xã Sugar Creek, Quận Stark, Ohio
Xã Sugar Creek (tiếng Anh: Sugar Creek Township) là một xã thuộc quận Stark, tiểu bang Ohio, Hoa Kỳ. Năm 2010, dân số của xã này là 6.546 người.